# Карликовий сирен
Карликовий сирен (Pseudobranchus) — рід земноводних родини Сиренові ряду Хвостаті. Має 2 види.

## Опис
Загальна довжина представників цього роду коливається від 10 до 25 см. Голова витягнута, очі маленькі. Тулуб вугреподібний. Зберігають зовнішні зябра протягом всього дорослого життя. Позбавлені задніх лап. На передніх кінцівках є по 3 пальці. Забарвлення переважно зеленого або оливкового кольорів зі світлими смугами по бокам.

## Спосіб життя
Полюбляють стоячі водойми ставки, стариці, озера, канави, болота. У разі пересихання водойми здатні зариватися у мул. Ведуть водний спосіб життя. Живляться безхребетними, водоростями, дрібною рибою.
Це яйцекладні земноводні. Самиця відкладає яйця на водні рослини.

## Розповсюдження
Мешкають від Південної Кароліни до Флориди (США).

## Види
- Pseudobranchus axanthus
- Pseudobranchus striatus